# مزرعه یک‌لنگ
مزرعه یک‌لنگ یک منطقهٔ مسکونی در ایران است که در دهستان پلنگ‌آباد واقع شده‌است.